# Pantermusseron
Pantermusseron (Tricholoma pardinum) är en oätlig och giftig svamp som räknas till musseronerna. 
I Europa förekommer den främst i de södra och centrala delarna och är mer sällsynt i nordligare områden. I Sverige är arten rödlistad som sårbar.
Pantermusseronen hör till hattsvamparna och fruktkroppen uppträder under hösten. Den växer på kalkrik mark, ofta i barrskog, särskilt bergig sådan. I de nordligare delarna av utbredningsområdet kan den dock även hittats i lövskog.
Svampens hatt är till en början klocklik, men blir senare om än alltjämt välvd mer utbredd. Hatten blir mellan 7 och 15 centimeter bred och är ljust gråaktig med mörkare, taktegellika fjäll. Foten blir omkring 2–3 centimeter tjock, 7–12 centimeter hög och är vitaktig till blekt brunaktig i färgen.
Ett annat kännetecken är att svampen har en mjölliknande lukt.